# Lijst van kerken in Veenendaal
Deze lijst van kerken in Veenendaal toont een deel van de kerken in Veenendaal. 

## Protestantse Kerk in Nederland (Hervormde Gemeente)
| Oude Kerk    |
| De Hoeksteen |
| Vredeskerk   |
| Julianakerk  |
| Sionskerk    |
| Westerkerk   |

## Protestantse Kerk in Nederland (Protestantse Gemeente)
| Petrakerk          |
| Wijkkerk Aller Erf |
| De Goede Reede     |
| Sola Fide          |

## Hersteld Hervormde Kerk
| Brugkerk |

## Christelijke Gereformeerde Kerken
| Pniëlkerk  |
| Bethelkerk |

## Gereformeerde Gemeenten
| Adventkerk |

## Gereformeerde Gemeenten in Nederland (buiten verband)
| Gereformeerde Gemeenten buiten verband (Veenendaal) |

## Nederlandse Gereformeerde Kerken
| Poortkerk |

## Rooms Katholieke Kerk
| Sint-Salvatorkerk |